# ایرینا خاکامادا
ایرینا خاکامادا (ارمنی: Իրինա Խակամադա؛ روسی: Ири́на Муцу́овна Хакама́да؛ IPA: [ɪˈrʲinə mʊˈtsuəvnə xəkɐˈmadə]؛ ژاپنی: 袴田イリーナ؛ زادهٔ ۱۳ آوریل ۱۹۵۵) سیاستمدار، استاد دانشگاه، طراح مد، نویسنده، اقتصاددان، و هنرمند اهل ارمنی‌تبار روسیه است که از تاریخ ۱۲ دسامبر ۱۹۹۳ تا تاریخ ۲۹ دسامبر ۲۰۰۳ عضو دومای دولتی بود و همچنین از از تاریخ ۳۱ مه ۲۰۰۰ تا تاریخ ۲۹ دسامبر ۲۰۰۳ معاون رئیس دومای دولتی بود

## زندگی‌نامه
وی در ۱۳ آوریل ۱۹۵۵ در مسکو به دنیا آمد و از دانشگاه دوستی ملل روسیه فارغ‌التحصیل گشت. 